# Рабо, Валери
Валери́ Рабо́ (фр. Valérie Rabault; род. 25 апреля 1973, Л’Ай-ле-Роз, Валь-де-Марн) — французский политик, член временного коллегиального руководства Социалистической партии (2017—2018), председатель фракции «Новые левые» в Национальном собрании Франции (с 2018).

## Биография
Окончила Национальную школу мостов и дорог, получив экономическое и инженерное образование. Работала инспектором в Société Générale, отвечала за управление рыночными рисками в BNP Paribas. В 2009 году вошла в рейтинг 100 самых влиятельных женщин в европейской финансовой системе.
В 2012 году победила на выборах в Национальное собрание Франции от 1-го округа департамента Тарн и Гаронна.
14 апреля 2014 года избрана генеральным докладчиком Национального собрания по вопросам бюджета, став первой женщиной в этой должности. Активно предлагала законодательство по борьбе против уклонения от уплаты налогов, которое в итоге так и не было принято.
11 июня 2017 года в первом туре парламентских выборов заняла второе место в своём округе после кандидата президентской партии «Вперёд, Республика!» Пьера Мардегана (Pierre Mardegan), получив 18,75 % голосов. Во втором туре 18 июня опередила его с результатом 55,02 %.
18 июня 2017 года первый секретарь Социалистической партии Жан-Кристоф Камбаделис, признав свою ответственность за катастрофическое поражение партии на выборах, объявил о своей отставке. 8 июля 2017 года Национальный совет Соцпартии проголосовал за учреждение временного коллективного руководства в составе 16 человек, включая Рабо.
11 апреля 2018 года, ввиду избрания Оливье Фора первым секретарём Соцпартии, новым лидером фракции «новых левых» в Национальном собрании вместо него стала Валери Рабо, оказавшись единственной женщиной — лидером фракции. Она получила 21 голос членов фракции, её соперник Гийом Гаро — 7. Третий претендент — Борис Валло — снял свою кандидатуру.